# Ешли (Северна Дакота)
Ешли (енгл. Ashley) град је у америчкој савезној држави Северна Дакота.

## Демографија
По попису из 2010. године број становника је 749, што је 133 (-15,1%) становника мање него 2000. године.
| Група             | 2000.       | 2010.       |
| Белци             | 861 (97,6%) | 727 (97,1%) |
| Афроамериканци    | 0 (0,0%)    | 1 (0,1%)    |
| Азијати           | 8 (0,9%)    | 5 (0,7%)    |
| Хиспаноамериканци | 8 (0,9%)    | 3 (0,4%)    |
| Укупно            | 882         | 749         |